# بيري جونسون (رجل أعمال)
بيري لورانس جونسون (من مواليد 23 يناير 1948) رجل أعمال ومؤلف ومرشح سياسي أمريكي من ولاية ميشيغان، كتب العديد من الكتب حول معايير مراقبة الجودة الدولية وإصدار الشهادات. لقد كان مرشحًا جمهوريًا لمنصب حاكم ولاية ميشيغان في عام 2022، ولكن تم استبعاده عندما أبلغ مكتب الانتخابات عن عدد قليل جدًا من التوقيعات الصحيحة على التماس الاقتراع الخاص به، حيث تم جمع أكثر من 9000 توقيع بشكل غير قانوني. سعى للحصول على ترشيح الحزب الجمهوري لعام 2024 لمنصب رئيس الولايات المتحدة، لكنه انسحب من السباق في 20 أكتوبر 2023 قبل الانتخابات التمهيدية.